# Dana International
Pour les articles homonymes, voir Dana.
Dana International est le pseudonyme de l'auteure-compositrice-interprète israélienne Sharon Cohen (en hébreu : שרון כהן) née Yaron le 2 février 1972 à Tel Aviv-Jaffa.
Femme trans, elle remporte le concours Eurovision de la chanson 1998 avec la chanson Diva.

## Biographie

### Enfance
Cohen naît à Tel Aviv dans une famille yéménite et roumaine de Transylvanie. Ses grands-parents vivent à Petah Tikva. Troisième enfant de sa fratrie, elle tient son nom de son oncle mort dans un attentat.

### Carrière

#### Premiers albums
C'est en 1992 que Yaron Cohen fait son apparition dans le paysage musical israélien. Lancée par Offer Nissim, un DJ en vogue, leur collaboration est pavée de succès. Leur premier single, Sa'ida Sultana, est une reprise quelque peu arrangée de My name is not Susan de Whitney Houston. Ce titre remporte un succès immédiat en Israël ainsi qu'aux États-Unis où il se classera même dans les charts des clubs.
Le deuxième single baptisé Dana International, collera tellement à la peau de Sharon qu'elle en fera son pseudo définitif (on trouvait seulement "Danna" sur les premiers disques). Quelques succès plus tard, un premier album sort en Israël sobrement intitulé Danna International et est rapidement certifié disque d'or (plus de 20 000 ventes).
Le deuxième album de Dana, Umpatampa, sort en 1994. Ce sera son plus grand succès et elle remportera le titre de l'artiste féminine de l'année en Israël. L'année suivante Dana tente la présélection israélienne pour le Concours Eurovision de la chanson, elle terminera seulement deuxième avec la chanson Layla tov, Eropa. Qu'importe, le dernier album est réédité avec la chanson en bonus.
Depuis le début de sa carrière, Dana chante en hébreu, mais également en arabe. Ainsi Dana utilise un mot arabe en tant que titre de son troisième album qui sort en 1996 : Maganona. En Égypte sa musique est censurée, mais près de 5 millions de copies pirates de l'album s'échangeront sous le manteau.

#### Consécration
C'est en 1998 que le rêve de Dana devient réalité. Elle remporte cette année-là le Concours Eurovision de la chanson à Birmingham avec le titre Diva. En plus d'un succès personnel, cette victoire est également un symbole. Le single est distribué dans toute l'Europe où il connaît un vif succès (400 000 ventes). La maison de disques en profite pour sortir une compilation en Israël, Diva: Ha Osef, ainsi qu'un autre en Europe, The Album.
Dana profite de ce succès pour enregistrer son premier album en anglais : Free qui sort en Europe en juin 1999 précédé des singles Woman in love et Free. L'album sort en Israël l'année suivante dans une version différente plus adaptée au marché local.
En 2000, Dana s'occupe de promouvoir son album en Russie et au Japon avant de reprendre le chemin des studios d'enregistrement. En 2001 sort Yoter ve yoter, composé cette fois-ci sans la complicité d'Offer Nissim qui la suit depuis ses débuts. Une page est tournée et Dana prend une nouvelle direction musicale. En 2002 sort l'album Ha'chalom ha'efshari.
En 2005, on a pu voir Dana à l'émission spéciale des 50 ans de l'Eurovision habillée par Jean-Paul Gaultier.
Les premiers titres de l'album de 2007 sont disponibles sur le site officiel et s'intitulent Hakol zé létova (Tout est pour le mieux) et Love Boy en hébreu. Ils connaissent dès leur sortie un vif succès en Israël. L'album devient l'un des albums les plus joués de tous les temps sur les radios israéliennes.

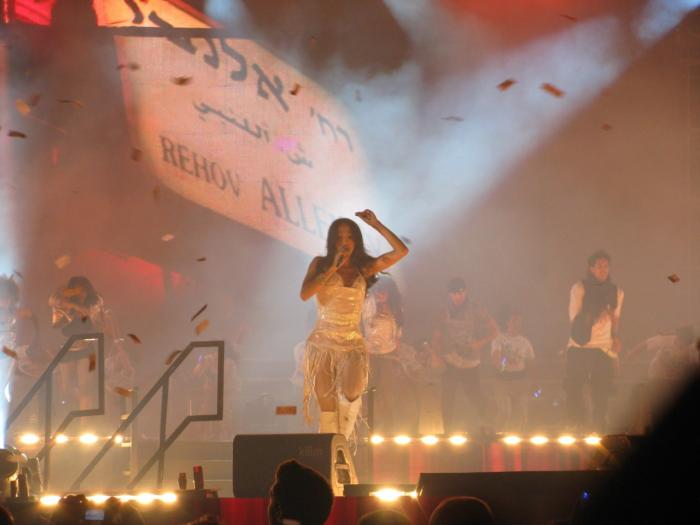
Dana International lors d'un concert célébrant les 100 ans de Tel Aviv, en 2009.

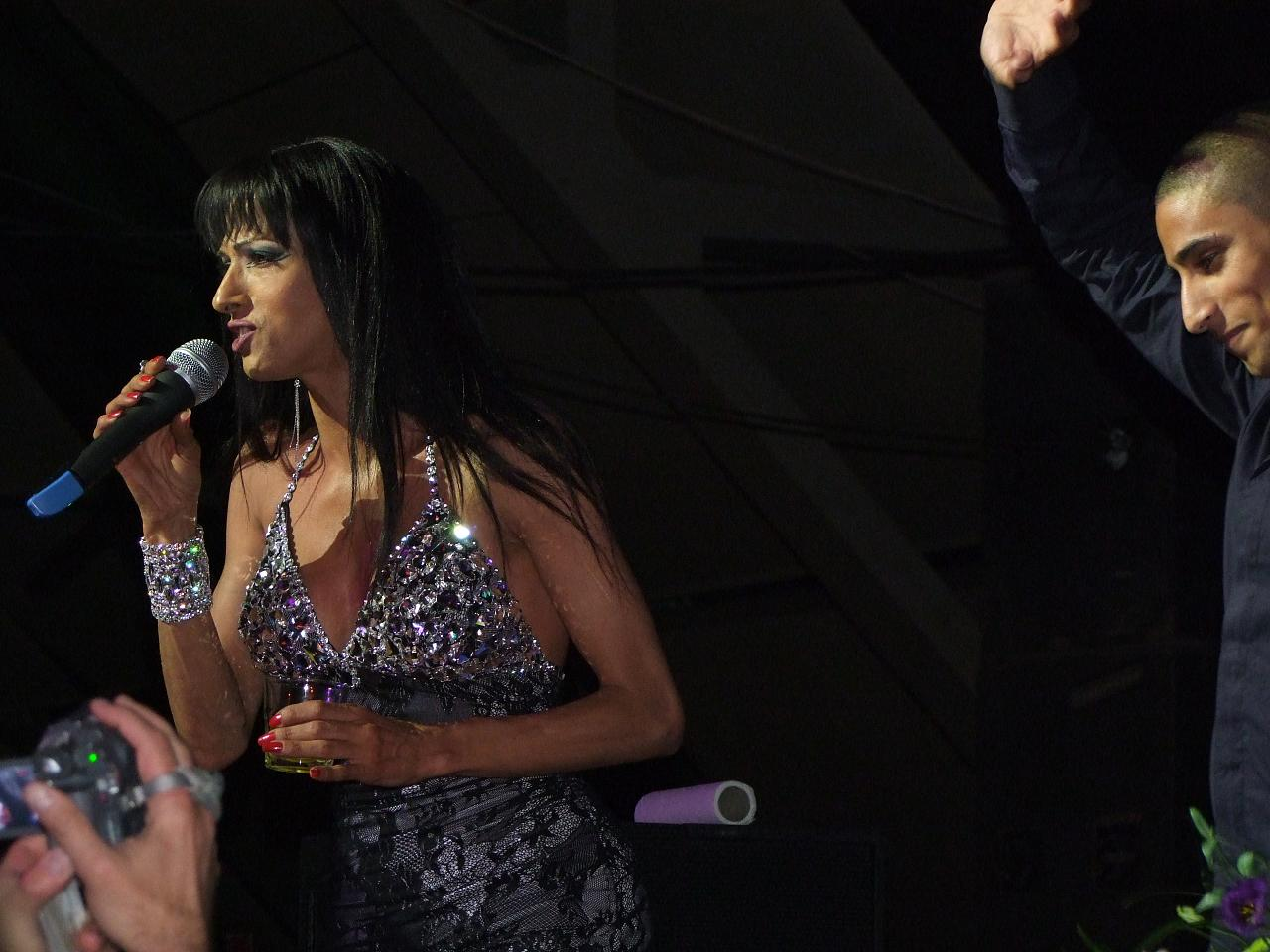
Dana International, aux côtés de Boaz Mauda.

En 2011, Dana se représente à nouveau au Concours Eurovision de la chanson, mais est éliminée lors de la seconde demi-finale, le 12 mai, à Düsseldorf.
Le 24 avril 2013, Dana dévoile son nouveau single premier extrait de son prochain album, מה לעשות (ma laassot, que faire ?), très électro-pop et entièrement en hébreu (une première depuis son album de 2007)
En 2015, Dana se présente sur la scène de l'Eventim Apollo à Londres afin de chanter son titre Diva sur la scène de l'Eurovision Song Contest's Greatest Hits, elle est acclamée par le public. Elle chante aussi le début de la chanson Waterloo de ABBA accompagnée de Conchita Wurst à la fin de l'émission.
Elle est de nouveau présente sur la scène de la première demi-finale du Concours Eurovision de la chanson 2019. Celui-ci se tient à Tel-Aviv, à la suite de la victoire de Netta Barzilai l'année précédente.

## Albums
- 1993 - Danna International
- 1994 - Umpatampa
- 1995 - EPtampa
- 1996 - Maganona
- 1998 - Diva: Ha Osef
- 1998 - The Album
- 1999 / 2000 - Free
- 2001 - Yoter ve yoter
- 2002 - Ha'chalom ha'efshari
- 2003 - The CD's collection
- 2007 - Hakol Zé Létova